# Antarctic Point
Der Antarctic Point ist eine Landspitze an der Nordküste Südgeorgiens. Das Kap markiert westlich die Einfahrt zur Antarctic Bay sowie östlich diejenige zur Tornquist Bay.
Wissenschaftler der britischen Discovery Investigations kartierten ihn zwischen 1926 und 1930. Sie benannten das Kap in Anlehnung an die Benennung der gleichnamigen Bucht nach der Antarctic, dem Schiff der Schwedischen Antarktisexpedition (1901–1903) unter der Leitung des Polarforschers Otto Nordenskjöld.